# 陳金和
陳金和（1971年11月11日—），是一名已退役馬來西亞男子羽球運動員和教練。他2022年从印度回到日本任教，合约至2024年。
陳金和曾代表馬來西亞參加1994年湯姆斯盃。在與印尼對陣的決賽中，他與葉錦福一起擔任第二雙打，不過並未場馬來西亞隊就已經以總比分0-3輸掉比賽。
陳金和在1996年夏季奧林匹克運動會羽毛球比賽上與蘇明強一起參加男子雙打項目。兩人在第二輪擊敗了來自印尼的3號种子郭宏源/邦邦·蘇普里昂托組合。在半決賽中，兩人輸給了最終的金牌得主印尼組合里奇·蘇巴吉亞/雷克西·邁納基。在銅牌戰中，兩人經過激烈的對決後輸給另一個印尼組合關有明/安東尼奧斯·阿里安托。

## 外部連結
- 陳金和在世界羽球聯盟的登錄資料